# Керрі Меєр
Керрі Меєр (англ. Carrie Meyer; нар. 22 серпня 1955) — колишня американська тенісистка.
Найвищим досягненням на турнірах Великого шолома був чвертьфінал в змішаному парному розряді.

## Фінали Туру WTA

### Одиночний розряд (0-1)
| Результат | Дата                        | Турнір                        | Покриття | Суперниця           | Рахунок       |
| --------- | --------------------------- | ----------------------------- | -------- | ------------------- | ------------- |
| Поразка   | Majestic International 1975 | Virginia Slims of Denver, США | Тверде   | Мартіна Навратілова | 6–4, 4–6, 3–6 |